# Cerro Colorado (Florida)
Ne doit pas être confondu avec Cerro Colorado (Flores).
Cerro Colorado ou Alejandro Gallinal est une ville de l'Uruguay située dans le département de Florida. Sa population est de 1 336 habitants.

## Histoire
La ville de Cerro Colorado a été fondée par Alejandro Gallinal en 1915.

## Population
| Année | Population |
| ----- | ---------- |
| 1963  | 593        |
| 1975  | 906        |
| 1985  | 1 092      |
| 1996  | 1 170      |
| 2004  | 1 336      |

Référence,: